# Бредденберг
Бредденберг (нім. Breddenberg) — громада в Німеччині, розташована в землі Нижня Саксонія. Входить до складу району Емсланд. Складова частина об'єднання громад Нордгюммлінг.
Площа — 8,92 км2. Населення становить 827 ос. (станом на 31 грудня 2021).